# Kaple vnitřního ticha

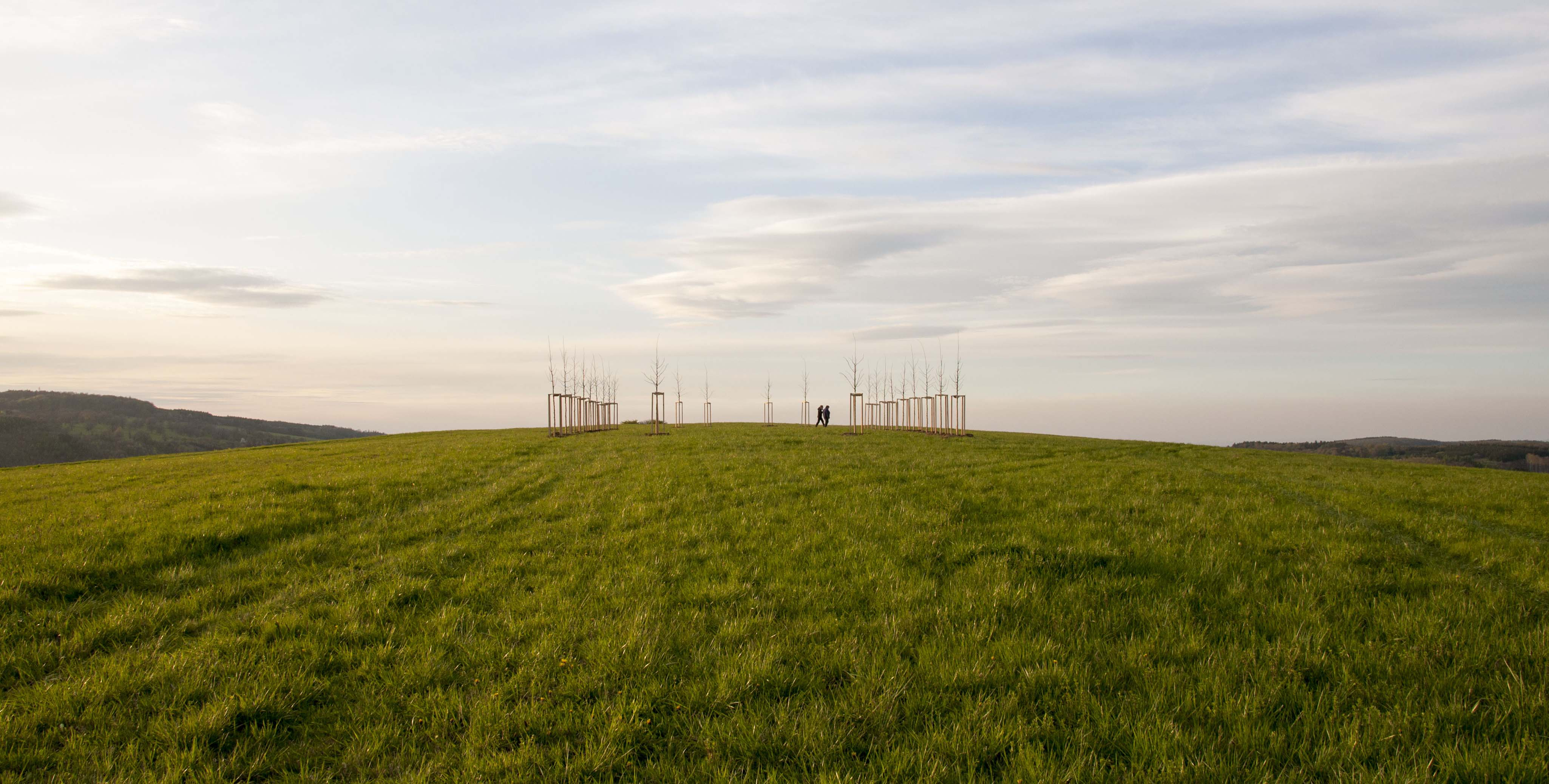
Pohled na Kapli vnitřního ticha v Nové Lhotě krátce po založení

Kaple vnitřního ticha je stromová kaple založená v roce 2016 u obce Nová Lhota v okrese Hodonín v Jihomoravském kraji. Jedná se o první realizaci svého druhu v Česku.

## Popis
Kaple se nachází na kopci severozápadně od obce v lokalitě Záhumenice a Mezicestí a je tvořena 24 lípami srdčitými, vysázenými do tvaru kaple. V budoucnu by se koruny stromů měly spojit a vytvořit tak jakési zastřešení prostoru se sloupovím kmenů.
Cílem projektu, realizovaného díky spolupráci dvou občanských spolků – Na okraji a Větvení – s vedením obce Nová Lhota, bylo vytvořit duchovní prostor v krajině, který by se proměňoval v čase a zároveň vyjadřoval sepětí s místem. Ve dnech 21.–23.4. 2016 proběhla výsadba stromů, jíž se kromě pořádajících občanských spolků zúčastnili i místní dobrovolníci, žáci ze ZŠ a jejich rodiče. Každý ze stromů je označen jmenovkou se jménem rodiny žáka, který je patronem a pečuje o jeho další růst. V sobotu 23. dubna 2016 byla kaple slavnostně otevřena a posvěcena při bohoslužbě pod širým nebem.
V příštích letech je dále plánováno umístění lavic, kamenné dlažby a kamenného oltáře.